# Томи, Элоди
Элоди Жинетт Томи (фр. Élodie Ginette Thomis; род. 13 августа 1986, Коломб) — французская футболистка, нападающая. Играла также и на позиции флангового полузащитника. Часто сравнивается с такими футболистами, как Тьерри Анри и Сидней Гову.

## Клубная карьера

### Ранние годы
Уроженка Коломба (примерно 10 км к северо-западу от Парижа), Томи начала заниматься в детстве лёгкой атлетикой как на спринтерских, так и на стайерских дистанциях. В возрасте 13 лет она занялась футболом, пройдя отбор для девушек в команде города Эпине-сюр-Сен, а вскоре дебютировала и в команде родного города. В 2002 году она поступила в академию Клэрфонтэн, проучившись там три года и поиграв вместе с такими будущими звёздами, как Луиза Несиб, Каролин Пиццала, Элиз Буссалья и Лор Лепайё. В составе команды академии Элоди сыграла более 50 игр и забила 32 гола.

### «Монпелье»
В 2005 году Элоди дебютировала в команде «Монпелье», куда пришла позднее и Луиза Несиб. В первом сезоне Томи провела 20 игр, забив три гола («Монпелье» стал вторым по итогам сезона, пропустив вперёд «Жювизи»). Вскоре она дебютировала в Кубке УЕФА 2005/2006 в матче против норвежского «Брондбю», оформив дубль в первой же встрече. Клуб дошёл до полуфинала, уступив только «Франкфурту». По итогам сезона 2005/2006 у Элоди оказалось в активе 15 голов в 22 матчах, а клуб выиграл Кубок Франции. В июне 2007 года Элоди Томи и Луиза Несиб перешли в «Лион».

### «Лион»
В сезоне 2007/08 состоялся полноценный дебют Томи: в 17 матчах она забила 7 голов, что помогло клубу оформить «золотой дубль». В сезоне 2008/09 она провела те же 17 игр и забила 14 голов, а клуб сумел выиграть чемпионат Франции и дойти до полуфинала Кубка УЕФА. В следующих двух сезонах из-за травм Элоди сыграла всего только 30 игр и забила 17 голов. В рамках новосозданной Лиги чемпионов УЕФА 2009/2010 она провела 8 игр и забила три гола, а клуб вышел в финал, уступив по пенальти «Турбине» из Потсдама. В сезоне 2010/2011 Томи наконец-то добилась победы в Лиге чемпионов УЕФА.
После сезона 2017/18 покинула «Лион» и завершила карьеру.

## В сборной
Дебют в сборной состоялся 6 июня 2005 года в матче против сборной Италии.

## Интересные факты
- По происхождению родители — мартиниканцы.
- Элоди вместе со своими подругами по сборной Гаэтан Тиней и Корин Франко снялась в откровенной фотосессии накануне чемпионата Европы 2009 года[7].